# Pyrausta viola
Pyrausta viola is een vlinder van de familie van de grasmotten (Crambidae). De wetenschappelijke naam van deze soort is voor het eerst voorgesteld door Arthur Gardiner Butler in een publicatie uit 1882.
De soort komt voor op de Duke of York eilanden.